# Franciska Sundholm
Franciska Sundholm,  född 16 oktober 1937 i Helsingfors, är en finländsk kemist.
Sundholm var verksam som akademisk lärare från 1959, blev filosofie doktor 1970 och var 1988–2000 professor i polymerkemi vid Helsingfors universitet. Hon har medverkat i över 300 vetenskapliga artiklar inom organisk kemi och polymerkemi och har tilldelats expert- och förtroendeuppdrag i flera statliga organ.

## Utmärkelser
- Riddartecknet av I klass av Finlands Vita Ros’ orden[1]

[Redigera Wikidata]